# Сомониён
Сомониён (тадж. Сомониён) — посёлок городского типа, административный центр района Рудаки, одного из районов республиканского подчинения Таджикистана.

## География
Сомониён расположен в южной части густонаселённой и плодородной Гиссарской долины, у северного подножия горного массива Рангон, имеющего в отдельных местах высоту более 1700 и 1400 м над уровнем моря, в 3 км от протекающей по Гиссарской долине реки Кафирниган (тадж. Кофарниҳон), правого притока одной из главных водных артерий Центральной Азии — реки Амударьи.
Расстояние от пгт Сомониён до Душанбе, столицы Таджикистана — 18 км (до Главпочтамта), до города Бохтар — центра Хатлонской области — 80 км, до пгт Яван — центра Яванского района — 45 км, до города Вахдат — центра Вахдатского района — 30 км, до пгт Гиссар — центра Гиссарского района — 31 км.

## Происхождение и история названия
Название старинного селения — Кокташ  «кўктош» — «синий камень») возникло от одиноко лежащего здесь большого округлого камня (изначально — до двух метров в диаметре) предположительно метеоритного происхождения. По местному суеверию этот «камень», обладающий целебными свойствами, место, где он лежит с незапамятных времён, приобрёло название «Куктош-мазор» (кокташ-мазар) («маза́р» араб. مزار‎ — «место, которое посещают»), при нём совершаются мусульманские ритуальные обряды.
Нынешнее название Сомониён на русск. букв. Саманиды; перс. سامانیان Sāmāniyān‎.
Хронология переименований
- 17 сентября 1927 года — дата, когда для селения Кокташ (Кӯктош) началась новейшая история. Кокташ был объявлен административным центром вновь образованной административно-территориальной единицы — Локай-Таджикского района Таджикской АССР.
- 21 января 1935 года — Локай-Таджикский район был переименован в Кокташский район Таджикской ССР (1935—1939). С 27.10.1939 по 10.04.1951 — в составе Сталинабадской области Таджикской ССР, с 1951 года в новом статусе — район республиканского подчинения Таджикской ССР. В том же 1935 году райцентр Кокташ был перенесён на новое место — к подножию северного склона горного хребта Рангон (Рангон-Тау).
- 6 октября 1938 года — в связи с достижением численности жителей райцентра свыше 3000 человек, посёлок приобрёл статус посёлка городского типа (пгт).
- 14 сентября 1955 года Кокташский район был упразднён, его территория передана в состав соседнего Сталинабадского района[5]. 20 июня 1956 года центр Сталинабадского района был перенесён из пгт Яна-Чирчикский в пгт Кокташ[6].
- 1 октября 1956 года переименован в честь национального героя Таджикистана Карахана Сардарова в пгт имени Карахана Сардарова[7].
- 1 ноября 1960 года Сталинабадский район передан в административно-хозяйственное подчинение Сталинабадскому городскому Совету депутатов трудящихся и переименован в Ленинский район города Сталинабада[8] (с 1961 года — города Душанбе).
- 4 января 1963 года Ленинский сельский район с административным центром в посёлке имени Сардарова передан в республиканское подчинение[9].
- 1 июля 1970 года, в ознаменование 100-летия со дня рождения создателя первого в мировой истории социалистического государства В. И. Ленина, пгт имени Сардарова был переименован в посёлок Ленинский[10].
- 22 мая 1998 года — в честь знаменательного события — 1100-летия со времени основания древнего таджикского Саманидcкого государства, — Указом Президента Таджикистана и решением Правительства Республики Таджикистан пгт Ленинский переименован в пгт Сомониён (русск.  «Саманиды; самани́дский»)[11].

## Улицы посёлка
| - ул. И. Сомони (бывшая Ленина), - ул. Бехруз (бывш.: Рабочая), - ул. Борбад (бывш.: Дехканская), - ул. Сино (бывш.: Садовая), - ул. А. Курбонова (Гоголя), - ул. Саидкула Турдыева, | - ул. Джавонон (бывшая УКЖД), - ул. Бустон (бывш.: Кирова), - ул. Навруз (бывш.:Комсомольская), - ул. Боки Рахимзода (Льва Толстого), - ул. Ахмади Дониш (Лермонтова), - ул. Юрия Гагарина, | - ул. Садриддина Айни, - ул. Алишера Навои, - ул. Низоми Гянджави, - ул. Фотеха Ниёзи (Островского), - ул. Умари Хайём (бывш.: Овражная), - ул. Навбахор (бывш.: Первого Мая), | - ул. Хофиза Шерози (бывш. Почтовая), - ул. Точикистон (бывш.: Школьная), - ул. Р.Шарипова (бывш.: Колхозная), - ул. Рохи Нав (бывш.: Янги Юль), - ул. Озоди (Геологоразведочная), - ул. Маърифат (бывш.: Титова), |

## Население
| 1959 | 1970 | 1979 | 1989   | 2013   | 2015   | 2019   | 2020   | 2021   | 2022   |
| ---- | ---- | ---- | ------ | ------ | ------ | ------ | ------ | ------ | ------ |
| 4424 | 7608 | 8875 | 16 623 | 21 600 | 22 600 | 24 600 | 25 200 | 26 700 | 27 300 |

## История

### Ранняя история
Согласно археологическим источникам, на территории пгт Сомониён и его окрестностей люди проживали с древнейших времён. Об этом, свидетельствует историко-археологический комплекс «Чоргултеппа», относящийся к периоду IX—XII веков, в который входят селения Чоргултеппа, Карияи Камар, Кокташ и др.
В IX—X веках здешние земли и люди, на них проживающие, в составе Саманидского государства; в период XI — начала XIX вв. — в составе тюрко-монгольских государственных образований, а в период нач. XIX -нач. XX вв. земли региона являлись частью Гиссарского бекства в составе Бухарского эмирата.

### Советский период
В 1920—1921 годы, после произошедших революционных событий в Средней Азии, повсеместно был установлен политический режим народной советской власти, образована Бухарская Народная Советская Республика, в состав которой вошли земли и население Гиссарского бекства. Затем, в результате национально-территориального размежевания в Средней Азии в 1924 году, была образована Таджикская АССР в составе Узбекской ССР, а в 1929 году — Таджикская ССР, на правах союзной республики Союза Советских Социалистических Республик.
17 сентября 1927 года после проведения административно-территориального размежевания был образован Локай-Таджикский район в составе Хиссарского вилаята Таджикской АССР, а административным центром района стало селение Кокташ (Куктош).
С приходом в 1920-е годы в Восточную Бухару политического режима народного управления — режима советской власти, несмотря на сопротивление старорежимных сил, проявление в регионе басмачества, препятствовавшего установлению советской власти, уже через 10 лет в отсталой окраине бывшего эмирата были осуществлены грандиозные политические и социально-экономические преобразования, коренным образом изменилась общественная жизнь.
Уже в 1920—1930-е годы в регионе, где ранее грамотных людей так мало, что «можно было по пальцам пересчитать» — в Локай-Таджикском районе осуществилась ликвидация безграмотности среди коренного населения. Осуществлена водно-земельная реформа, дехкане получили землю, были прорыты многокилометровые оросительные каналы Верхне-Кокташский и Нижне-Кокташский (1925), благодаря чему было освоено более 400 га не обрабатываемых ранее залежных земель.
В 1930-40-е годы были построены важные пути сообщения — узкоколейная железная дорога Сталинабад — Нижний Пяндж и автомобильная дорога Сталинабад—Курган-Тюбе (1932), проходящие через Кокташский район, и связавшие его с южными районами и со столицей — Сталинабадом. Причём, для строительства этих двух транспортных артерий, необходимо было построить два дорогостоящих инженерных сооружения, возведённых над водным препятствием — мостов, требовалось преодолеть две бурные горные реки Кафирниган (1932) и Элок (1933), используемые вплоть до 1991 года.
В 1930-е годы, в районном центре Кокташского района — посёлке Кокташ (ныне — пгт Сомониён), построенном на новом месте (при планировке и застройке был учтён и применён комплекс взаимосвязанных элементов городской инфраструктуры) были возведены новые здания администрации района, общеобразовательных учреждений (школа № 1 имени А. С. Пушкина — таджикского и русского языков обучения; школа № 2 имени К. Маркса — узбекского и таджикского языков обучения), Дом культуры (тадж. Хонаи маданият), публичная районная библиотека, отделение связи (почта с телеграфом), районная клиническая больница с поликлиникой, хлебопекарня, общественная баня (тадж. хамом); было создано Кокташское жилищно-коммунальное предприятие (КЖКП), осуществляющее эксплуатацию системы коммунальной инфраструктуры, в том числе электроснабжения, водоснабжения, водоотведения, ремонт инженерных коммуникаций, а также благоустройство территорий, утилизацию мусора и его уборку — всё, то, что должно обеспечить комфортные условий для жизни населения райцентра.

## Великая Отечественная война
В 1941—1945 годы, в период Великой Отечественной войны, согласно архивным сведениям, почти 300 тысяч жителей Таджикистана ушло на защиту советской Родины. В их числе было несколько тысяч уроженцев и жителей Кокташа и Кокташского района, которые отважно сражались за свободу и независимость СССР. Многие из них за мужество и героизм, проявленные в боях с немецко-фашистскими захватчиками, были удостоены государственных наград орденов и медалей, часть из них погибли в боях или пропали без вести.
В 1975 году в ознаменование 30-летия Победы над фашистской Германией в пгт Ленинском был сооружён мемориальный комплекс, где с тех пор ежегодно 9 мая отмечается государственный праздник Таджикистана — День Победы народов в Великой Отечественной войне 1941—1945 годов. Композиционный центр комплекса — величественная скульптура — Воину-победителю, советскому солдату-таджикистанцу, возвратившемуся с той войны. Здесь же расположены 22 гранитных плиты, на которых высечены 980 имён земляков-героев, ушедших на фронт и погибших или пропавших без вести в боях за Родину — их имена увековечены в истории района Рудаки.
В память о всенародной Победе у памятника Воину-победителю ежегодно проходит торжественная церемония под лозунгом: «Никто не забыт, ничто не забыто» (тадж. Ҳеч кас ва ҳеч чиз фаромӯш нашудааст) с возложением венков, театрализованным представлением, завершающаяся салютом.

## Памятники
- Рудаки, Абу Абдуллаху — основоположнику персидской и таджикской классической литературы, установлен в 2003 году на центральной площади пгт Сомониён; в честь Рудаки дано новое наименование — административной единице республиканского подчинения — район Рудаки.
- Ленину, Владимиру Ильичу — основателю первого в мире социалистического государства — Союза Советских Социалистических Республик; до 2003 года стоял на центральной площади райцентра, ныне не сохранился. Другой памятник В. И. Ленину, ранее стоявший у фасада школы уч. «Партизани Сурх» колхоза «Москва», ныне стоит на территории Мемориального комплекса трудовой и воинской славы района Рудаки.
- Воин-таджикистанец — символическая скульптура советского солдата — освободителя народов СССР и Европы от немецко-фашистского, человеко-ненавистнического, гитлеровского режима Германии в период Второй мировой войны; установлен в 1975 году — в ознаменование 30-летия Великой Отечественной войны 1941—1945 годов, в центре Мемориального комплекса трудовой и воинской славы района Рудаки.
- Курбонову, Кароматулло (1961—1992) — популярному таджикскому певцу и композитору, автору и исполнителю народных песен в эстрадной обработке[29][30][31].